# کارلوس انریکه دیاس سائنس والینته
کارلوس انریکه دیاس سائنس والینته (اسپانیایی: Carlos Enrique Díaz Sáenz Valiente‎; ۲۵ ژانویهٔ ۱۹۱۷ – ۱۴ فوریهٔ ۱۹۵۶) تیرانداز اهل آرژانتین بود.
وی در مسابقات کشوری و بین‌المللی در مجموع برندهٔ ۲ مدال طلا، ۱ مدال نقره، ۱ مدال برنز شده‌است.